# Chelonus shenefelti
Chelonus shenefelti är en stekelart som beskrevs av Mccomb 1968. Chelonus shenefelti ingår i släktet Chelonus och familjen bracksteklar. Inga underarter finns listade i Catalogue of Life.